# Xiangzhou (Xiangyang)
Xiangzhou (chiń. upr. 襄州区; chiń. trad. 襄州區; pinyin Xiāngzhōu Qū) – dzielnica w północno-wschodniej części prefektury miejskiej Xiangyang w prowincji Hubei w Chińskiej Republice Ludowej. Według danych z 2010 roku, liczba mieszkańców dzielnicy wynosiła 904957. W 2010 roku zatwierdzono zmianę nazwy dzielnicy z Xiangyang (襄阳区) na Xiangzhou (襄州区).